# Brockenwegschanzen
Brockenwegschanzen – kompleks skoczni narciarskich o punktach konstrukcyjnych K70, K58, K40, K14, K7 znajdujący się w niemieckim Braunlage.
Rekordzistą największego obiektu jest Jörg Büttner, który 27 lutego 1993 skoczył 75 metrów. Na drugim co do wielkości najdalej skakał Adrian Brück, który 9 września 2007 osiągnął 65,5 metra. Na skoczni K40 Carlo Kühnel 7 września 2008 skoczył 45 metrów.

## Parametry skoczni K70
- Punkt konstrukcyjny: 70 m
- Wielkość skoczni (HS): b.d.
- Punkt sędziowski: b.d.
- Rekord skoczni: 75 m –  Jörg Büttner (27.02.1993)
- Długość rozbiegu: b.d.
- Nachylenie rozbiegu: 35°
- Nachylenie progu: 10,5°
- Długość progu: 5,9 m
- Wysokość progu: 2,6 m
- Nachylenie zeskoku: 35°
- Średnia prędkość na rozbiegu: b.d.

## Parametry skoczni K58
- Punkt konstrukcyjny: 58 m
- Wielkość skoczni (HS): b.d.
- Punkt sędziowski: b.d.
- Rekord skoczni: 65,5 m –  Adrian Brück (09.09.2007)
- Długość rozbiegu: b.d.
- Nachylenie rozbiegu: b.d.
- Nachylenie progu: b.d.
- Długość progu: b.d.
- Wysokość progu: b.d.
- Nachylenie zeskoku: b.d.
- Średnia prędkość na rozbiegu: b.d.

## Parametry skoczni K40
- Punkt konstrukcyjny: 40 m
- Wielkość skoczni (HS): b.d.
- Punkt sędziowski: b.d.
- Rekord skoczni: 45 m –  Carlo Kühnel (07.09.2008)
- Długość rozbiegu: b.d.
- Nachylenie rozbiegu: b.d.
- Nachylenie progu: b.d.
- Długość progu: b.d.
- Wysokość progu: b.d.
- Nachylenie zeskoku: b.d.
- Średnia prędkość na rozbiegu: b.d.